# Dendrolycopodium dendroideum
Dendrolycopodium dendroideum là một loài thực vật có mạch trong Họ Thạch tùng. Loài này được (Michx.) A. Haines mô tả khoa học đầu tiên năm 2003.